# MV Sirius

El MV Sirius  fue el buque insignia de Greenpeace Holanda hasta 1998. Hasta 2018 desempeñó labores educativas.

## Historia
Fue un barco de Greenpeace que llevaba el nombre de la estrella Sirius. El Sirius se construyó en el astillero de Boele en los Países Bajos en 1950. Originalmente fue propiedad de la Royal Dutch Navy, pero se vendido a Greenpeace en 1981 mientras estaba en dique seco. El barco se reparó y se repintó en diez semanas. El esquema de color del barco se cambió a un casco verde y colores del arco iris y se pintó una paloma blanca de la paz con una rama de olivo en la proa. Fue reacondicionado con sistemas de navegación, equipos de comunicación, botes salvavidas y balsas más modernos. Las despensas se convirtieron en salas de máquinas al aire libre y el comedor se convirtió en una sala de almacenamiento.
Sirius fue el buque insignia de Greenpeace Holanda hasta 1998, después de lo cual se retiró. Hasta 2018 estuvo atracada en Ámsterdam, donde se desempeña en una capacidad educativa, ofreciendo recorridos a bordo y educación ambiental.
El 9 de junio el MV Sirius de Greenpeace interceptó al portaviones nuclear USS Eisenhower frente a las costas de Palma de Mallorca para denunciar que su armamento nuclear incumplía la normativa española sobre presencia nuclear en el país. Esta fue la primera vez que un portaaviones nuclear era interceptado.
Alrededor de la medianoche del 30 de septiembre de 1988, mientras viajaba de Cabrera a Barcelona, Sirius se vio obligado a buscar refugio en Mallorca durante un fuerte vendaval de Fuerza 9 . Después de girar el barco, la tripulación avistó bengalas de socorro a 8 millas de la isla Dragonera. Sirius puso rumbo a las bengalas, y se encontró que un pequeño yate de vela se estaba hundiendo. Uno de sus cuatro tripulantes británicos había desaparecido por la borda, pero dos jóvenes fueron rescatados. Un cuarto, el capitán Ron Davies de Honor Oak , Lewisham, se hundió con el yate cuando se hundió durante el rescate. Sirius continuó buscando a los hombres desaparecidos y luego llevó a los dos sobrevivientes a Puerto de Andrach.cuando fue relevada por una lancha patrullera de la Armada y un remolcador enviado desde Palma.
Fue remolcada desde Zaandam el 10 de enero de 2018 a Haarlem para ser desguazada.